# Maison du sénéchal de Poitou
Pour les articles homonymes, voir Maison du Sénéchal.
La maison du sénéchal de Poitou est une demeure ancienne située à Bouin. Ce bâtiment s'appelle aujourd'hui le « Grand logis ». C'est une des plus belles demeures de la commune qui date des XVIe et XVIIe siècles. 
Sur la façade postérieure, deux contreforts antérieurs à la date de construction, seraient les restes d'un ancien édifice datant du XIIIe siècle.
Le Grand Logis était l'hôtel qui abritait les représentants du Poitou. À cette époque, Bouin était régie par les juridictions du Poitou et de la Bretagne (six mois l'une, six mois l'autre). Pour cette raison il y existait aussi une maison du sénéchal de Bretagne dans l'île de Bouin.
- En 1650, Philippe de Clérambault, baron de Palluau et futur maréchal de France, acheta les deux parties indivises de l'île de Bouin, faisant disparaître les deux juridictions. Les seigneurs de Poitou restèrent à Bouin jusqu'à la Révolution française.
- En 1833, ce bâtiment devient l'école publique des garçons.

Aujourd'hui le Grand Logis abrite l'école publique et sa bibliothèque.